# Communauté de communes du Plateau de La Chaise-Dieu
La communauté de communes du Plateau de La Chaise-Dieu est une ancienne communauté de communes française située dans le département de la Haute-Loire en région Auvergne-Rhône-Alpes.

## Historique
Elle est créée le 1er janvier 1997.
Le schéma départemental de coopération intercommunale, approuvé le 4 mars 2016 par la commission départementale de coopération intercommunale de la Haute-Loire, prévoit la fusion, le 1er janvier 2017, de la communauté de communes du Plateau de La Chaise-Dieu (moins Berbezit) avec la communauté d'agglomération du Puy-en-Velay, la communauté de communes du Pays de Craponne, la communauté de communes des Portes d'Auvergne (moins Varennes-Saint-Honorat), la communauté de communes de l'Emblavez et les communes du Pertuis et de Saint-Hostien (membres de la communauté de communes du Meygal).
Le 1er janvier 2017, la communauté de communes du Plateau de La Chaise-Dieu fusionne au sein de la communauté d'agglomération du Puy-en-Velay, Berbezit rejoignant la communauté de communes des Rives du Haut Allier.

## Territoire communautaire

### Géographie
La communauté de communes est située au nord du département de la Haute-Loire.

### Composition
Elle comprenait les onze communes suivantes :
| Nom                    | Code Insee | Gentilé      | Superficie (km2) | Population (dernière pop. légale) | Densité (hab./km2) |
| ---------------------- | ---------- | ------------ | ---------------- | --------------------------------- | ------------------ |
| La Chaise-Dieu (siège) | 43048      | Casadéens    | 13,58            | 630 (2014)                        | 46                 |
| Berbezit               | 43027      | Berbeziens   | 10,39            | 54 (2014)                         | 5,2                |
| Bonneval               | 43035      | Bonnevalois  | 14,66            | 77 (2014)                         | 5,3                |
| La Chapelle-Geneste    | 43059      | Chapellons   | 18,06            | 116 (2014)                        | 6,4                |
| Cistrières             | 43073      |              | 21,89            | 142 (2014)                        | 6,5                |
| Connangles             | 43076      | Connanglois  | 21,89            | 145 (2014)                        | 6,6                |
| Félines                | 43093      | Félinois     | 20,50            | 292 (2014)                        | 14                 |
| Laval-sur-Doulon       | 43116      | Lavallois    | 12,28            | 64 (2014)                         | 5,2                |
| Malvières              | 43128      | Malvièrois   | 13,72            | 139 (2014)                        | 10                 |
| Saint-Pal-de-Senouire  | 43214      | Saint-Palins | 18,35            | 109 (2014)                        | 5,9                |
| Sembadel               | 43237      | Sembadelois  | 18,59            | 233 (2014)                        | 13                 |

### Démographie
| 1968  | 1975  | 1982  | 1990  | 1999  | 2008  | 2013  |
| ----- | ----- | ----- | ----- | ----- | ----- | ----- |
| 3 345 | 2 948 | 2 560 | 2 325 | 2 198 | 2 159 | 2 029 |

## Administration

### Siège
Le siège de la communauté de communes est situé à La Chaise-Dieu.

### Les élus
Le conseil communautaire de la communauté de communes du Plateau de la Chaise-Dieu se compose de 23 membres représentant chacune des communes membres et élus pour une durée de six ans.
Ils sont répartis comme suit :
| Nombre de délégués | Communes                                                                               |
| ------------------ | -------------------------------------------------------------------------------------- |
| 1                  | Berbezit, Bonneval, Laval-sur-Doulon                                                   |
| 2                  | Cistrières, Connangles, La Chapelle-Geneste, Malvières Saint-Pal-de-Senouire, Sembadel |
| 3                  | Félines                                                                                |
| 5                  | La Chaise-Dieu                                                                         |

### Présidence
Le président de l'intercommunalité est Philippe Meyzonet.